# فرانك رونستادت
فرانك رونستادت (بالألمانية: Frank Ronstadt)‏ هو لاعب كرة قدم ألماني في مركز الوسط، ولد في 21 يوليو 1997 في هامبورغ في ألمانيا. شارك مع منتخب ألمانيا تحت 16 سنة لكرة القدم ومنتخب ألمانيا تحت 17 سنة لكرة القدم ومنتخب ألمانيا تحت 19 سنة لكرة القدم. أما مع النوادي، فقد لعب مع فيردر بريمن 2 ‏.

## وصلات خارجية
- فرانك رونستادت على موقع قاعدة بيانات كرة القدم.إي يو (الإنجليزية)
- فرانك رونستادت على موقع Soccerway.com (الإنجليزية)
- فرانك رونستادت على موقع عالم كرة القدم.نت (الإنجليزية)
- فرانك رونستادت على موقع AS.com (الإسبانية)